# Macrogalea candida
Macrogalea candida är en biart som först beskrevs av Smith 1879.  Macrogalea candida ingår i släktet Macrogalea och familjen långtungebin. Inga underarter finns listade i Catalogue of Life.